# Felipe Santiago Xicoténcatl

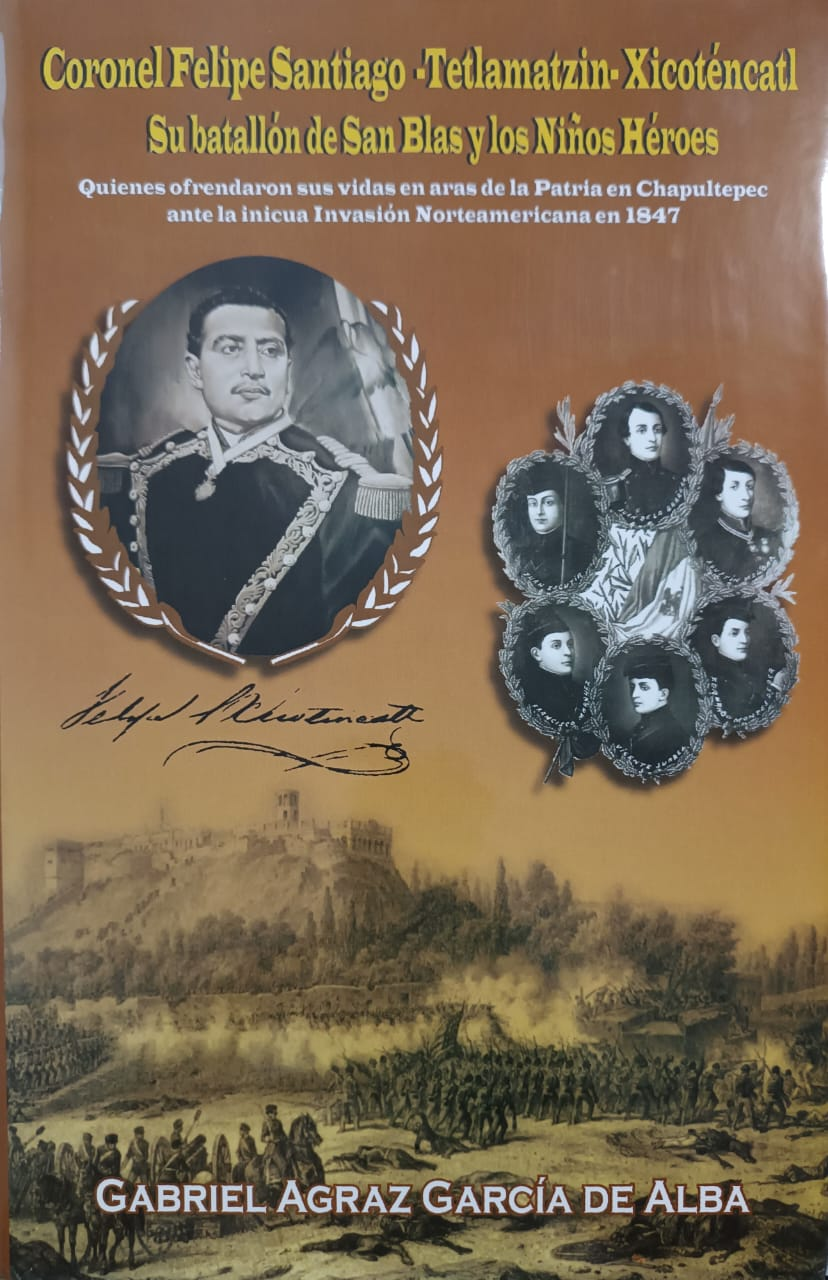
Libro de la investigación del Mtro. Gabriel Agraz García de Alba

Felipe Santiago Tetlalmatzin Saldaña fue un militar mexicano mestizo que luchó en contra de la intervención estadounidense en 1847. Nació el 1 de mayo de 1804 en el pueblo de San Bernandino Contla en el actual estado de Tlaxcala y murió el 13 de septiembre de 1847 en la batalla de Chapultepec, Ciudad de México.
Fue hijo de los indígenas Don Alejandro Tetlalmatzin y de Doña Pascuala Saldaña. Adopta los apellidos Xicoténcatl Corona de su tío quien era militar y amigo del presidente Guerrero.
En 1822 se enroló en la Guardia Nacional de Tlaxcala y por sus méritos militares llegó a ser ascendido a Teniente en 1829, por el presidente Vicente Guerrero.
Posteriormente participó en varias campañas como la pacificación de los territorios de Yucatán (Guerra de Castas), y Tabasco, la toma de la ciudad de Guadalajara en favor del sistema Republicano Federal, la sofocación de una rebelión contra el gobierno en la ciudad de Puebla y otras acciones de armas, hasta que le fue conferido el mando del batallón de Lagos.
En la intervención estadounidense tomó parte en la batalla de la Angostura y en este combate, cae gravemente herido. Es trasladado a Guadalajara y de esta forma, se dirige a San Luis Potosí, donde le es conferido el mando del Batallón Activo Guardacostas de San Blas y toma parte junto con su tropa en la Batalla de Cerro Gordo.
El 12 de septiembre de 1847 le es encomendada la defensa del Castillo de Chapultepec, y es así como el 13 de septiembre, se le ordena auxiliar la guarnición del Castillo, de esta forma y junto con su batallón, tratan de defender y auxiliar a esta en la batalla de Chapultepec con 400 hombres a bayoneta, desafortunadamente, el batallón empieza a ser diezmado por los estadounidenses ya que eran superados diez a uno, es entonces cuando, Tetlalmatzin ve al abanderado de su batallón caer, corre a tomar la bandera, pero es herido, con todo su esfuerzo trata de tomar la bandera pero de nuevo una bala lo hiere, toma la bandera, se pone en pie de nuevo y anima a sus hombres a seguir combatiendo, pero de nuevo es gravemente herido y cae envuelto con la bandera de su batallón. El total de disparos recibidos por Santiago Tetlalmatzin fueron 14. Ninguno por la espalda.
Sus hombres, al verlo herido, lo trasladan a la capilla de San Miguel Chapultepec para su pronta recuperación, ya en ella, Tetlalmatzin da el último suspiro y fallece en aras de la patria, mientras que en el combate, su tropa también es destruida.
Después de su muerte, es ascendido al grado de coronel de manera post mortem.
Después de su fallecimiento, sus restos fueron mantenidos envueltos en la bandera de su batallón, y enterrados en la capilla de San Miguel Chapultepec, de donde posteriormente fueron trasladados al Panteón de Santa Paula, posteriormente al Panteón de San Fernando en lo que fueran por entonces las afueras de la Ciudad de México.
En las conmemoraciones del centenario de la gesta de Chapultepec en 1947, sus restos son exhumados, incinerados y finalmente depositados en el Altar a la Patria donde ocupa la parte central del monumento en el Bosque de Chapultepec, sus cenizas reposan en una urna de cristal y plata.
En cuanto a testimonios y remembranzas, los sobrevivientes del Batallón de San Blas, pertenecientes a la clase de 1913 del Colegio Militar, rindieron homenaje al batallón y al Coronel Xicoténcatl en 1966. Actualmente su pariente consanguíneo, Juan Carlos Tetlalmatzin Córdova ha estado trabajando activamente y mostrando un profundo interés en preservar y promover el reconocimiento de su heroísmo.